# Дом-музей Франце Прешерна (Врба)
Дом-музей Франце Прешерна — дом в деревне Врба в муниципалитете Жировница в Словении, где в 1800 году родился выдающийся словенский поэт Франце Прешерн. Также здесь в 1900 году родился и словенский богослов и архиепископ Антон Вовк. Жилище является типичным для Верхней Крайны. С 1939 года здесь размещается небольшая музейная коллекция с мебелью времён жизни поэта.
Строение было возведено в XVI веке из дерева с каменным погребом. Дом сильно пострадал после пожара 1856 года, но был восстановлен. Музей был здесь организован усилиями словенского писателя Франа Салешки Финжгара. Жилище было обставлено мебелью XIX века: скамейки в прихожей и зале, деревянный сундук 1837 года и собственно колыбель, в которой, как считается, был Франце Прешерн. В 1985 году музей пополнился разделом с коллекцией книг, включающей в себя переводы стихов Прешерна на различные языки, издания его стихов и книг о его жизни и творчестве. Музей был открыт для широкой публики 21 мая 1939 года.
В 1940 году режиссёр Марио Фоерстер снял о доме и деревне чёрно-белый звуковой документальный фильм «О Врба». Производство фильма было закончено в 1941 году, но вышел в свет он только в 1945 году.
Дом и близлежащая церковь Святого Марка входят в маршрут по объектам культурного наследия, проходящий через деревни муниципалитета Жировница. В январе 2011 года дом-музей, церковь Святого Марка и липы в центре деревни были объявлены памятниками культуры национального значения.

## Галерея

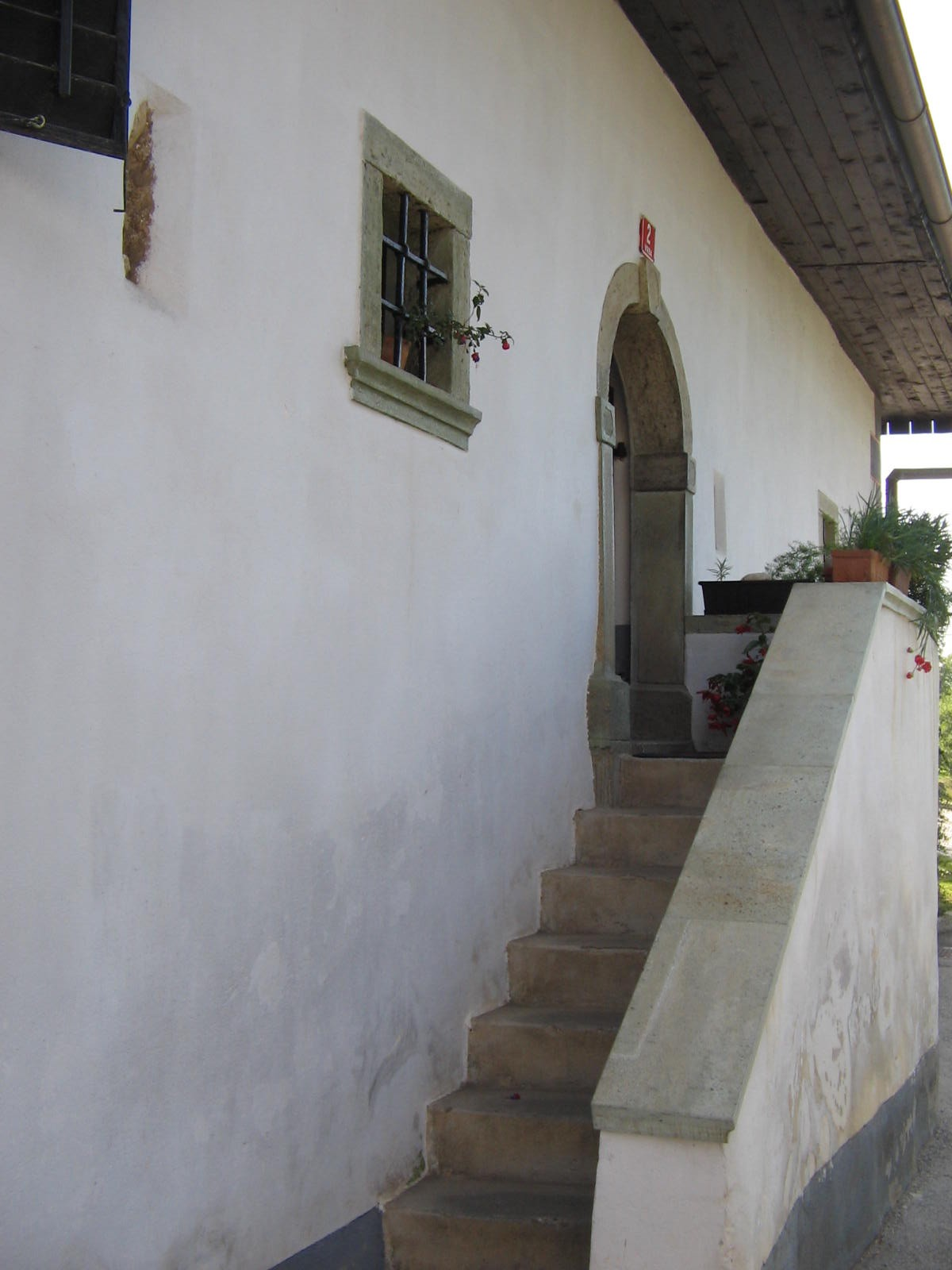
Вход в музей
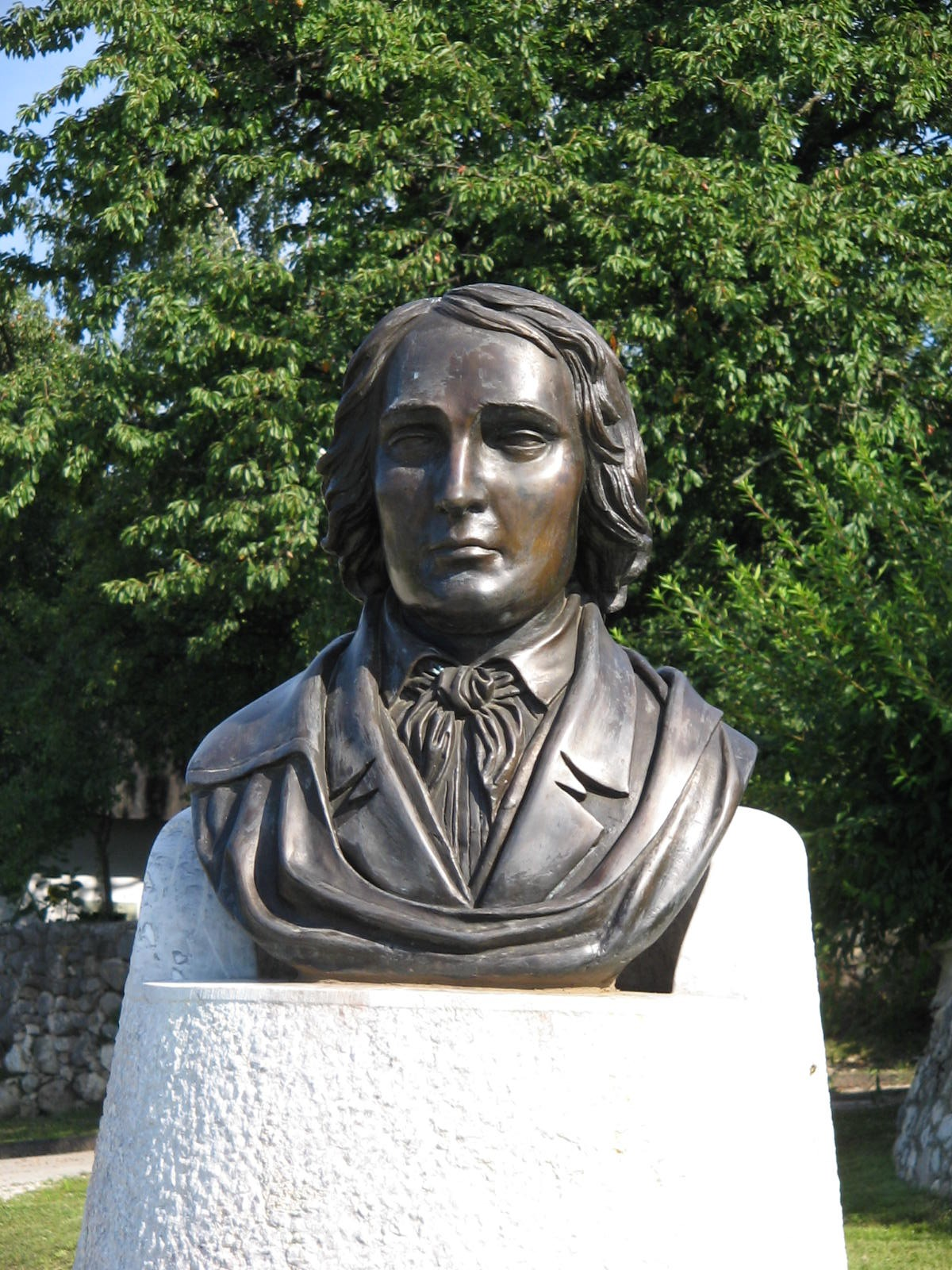
Бронзовый бюст Прешерна во Врбе
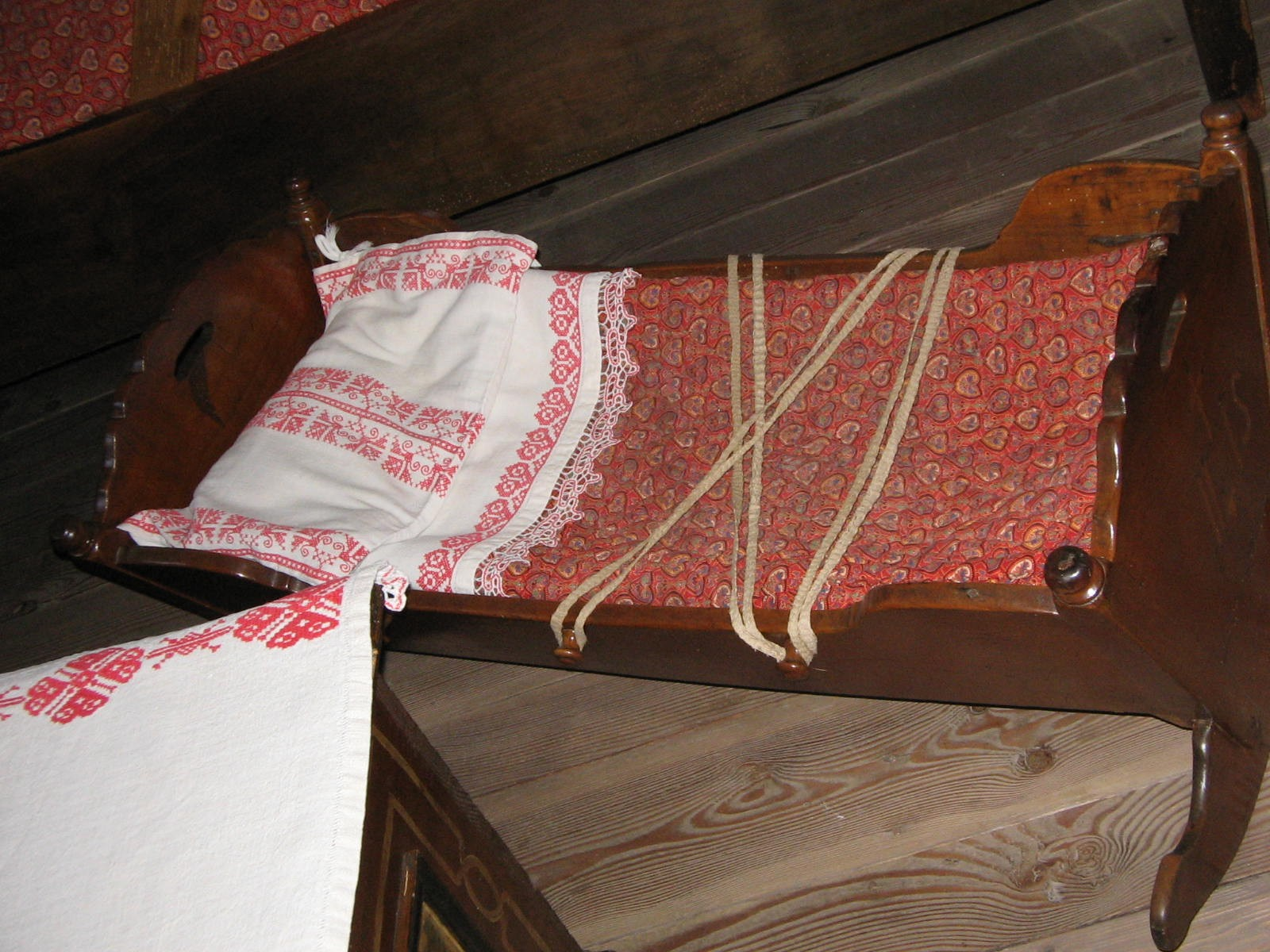
Колыбель
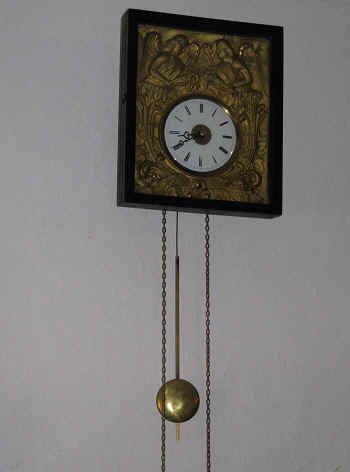
Маятниковые часы XVIII века
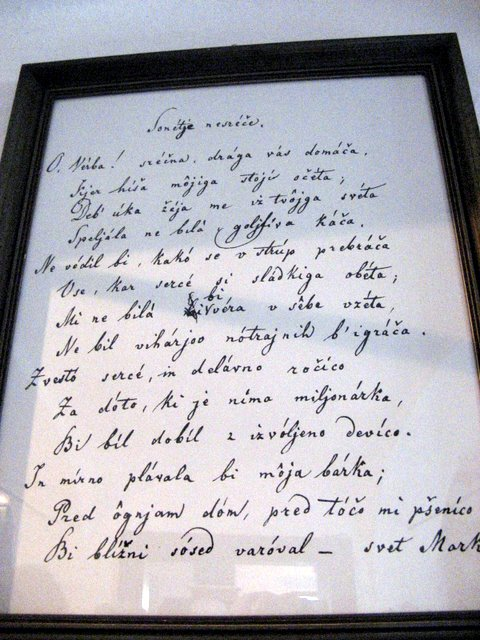
Рукопись сонетов Прешерна